# Andreas Dackell
Andreas Lars Dackell (Gävle, 29 dicembre 1972) è un ex hockeista su ghiaccio svedese.

## Palmarès

### Olimpiadi
- Oro a Lillehammer 1994.